# British Aerospace 125
British Aerospace 125 je srednje veliko dvomotorno poslovno letalo. Letalo je zasnoval britanski de Havilland, sprva je imel oznako DH125 Jet Dragon, ko je vstopil v proizvodnjo, je dobil oznako Hawker Siddeley HS.125, kasneje se je uporabljala oznaka British Aerospace 125. Novejše različice se tržijo pod oznako Hawker 800. Zgradili so več kot 1600 letal, od tega so 60% letal prodali v Severni Ameriki.
Kraljeve letalske sile so uporabljale verzijo Hawker Siddeley Dominie T1 za šolanje pilotov. 

## Specifikacije (HS 125 Series 600)
Podatki iz Jane's All The World's Aircraft 1976–77; Taylor 1976, pp. 178–179.
Splošne karakteristike
- Posadka: 2
- Število sedežev: največ 14, tipično 8
- Dolžina: 50 ft 6 in (15,39 m)
- Razpon kril: 47 ft 0 in (14,33 m)
- Višina: 17 ft 3 in (5,26 m)
- Površina kril: 353,0 ft² (32,8 m²)
- Teža praznega letala: 12530 lb (5683 kg)
- Maks. vzletna teža: 25000 lb (11340 kg)
- Pogon letala: 2 × Rolls-Royce Viper 601-22 turboreaktivni motor, 3750 [lbf (16,7 kN) vsak

 Zmogljivost 
- Maks. hitrost: 522 mph (454 vozlov, 840 km/h) na višini 28000 ft (8500 m)
- Potovalna hitrost: 464 mph (403 vozlov, 747 km/h) na višini 39000 ft (11900 m)
- Hitrost porušitve vzgona: 96 mph (83 vozlov, 155 km/h) (s spuščenimi zakrilci)
- Doseg: 1796 milj (1560 nmi, 2891 km) (z maks. gorivom)
- Višina leta: 41000 ft (12500 m)
- Hitrost vzpenjanja: 4900 ft/min (24,9 m/s)